# Lićenat (planina)
Lićenat je planina na zapadu Kosova i istoku Crne Gore, u lancu Prokletija, s najvišim vrhom od 2341 m.